# 瓦恩巴赫河
50°47′37.89″N 7°16′18.31″E / 50.7938583°N 7.2717528°E

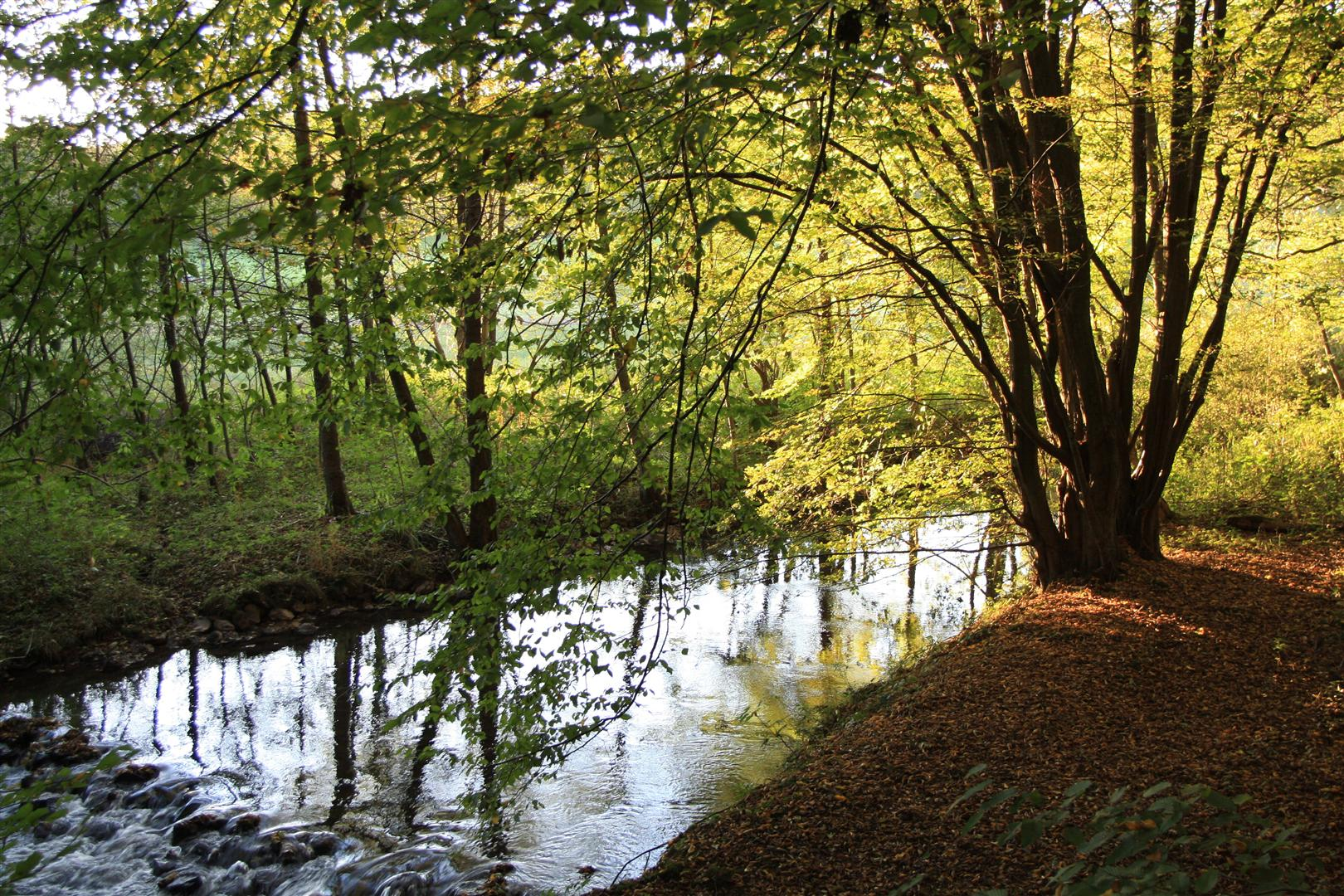
瓦恩巴赫河

瓦恩巴赫河（德語：Wahnbach），是德國的河流，位於該國西部，處於北萊茵-威斯特法倫州，屬於錫格河的右支流，河道全長29公里，流域面積73平方公里。